# Проуз, Дэвид
Дэвид Чарльз Проуз (англ. David Charles Prowse; 1 июля 1935, Бристоль — 28 ноября 2020[…], Лондон) — британский актёр, бодибилдер и тяжелоатлет, наиболее известный как исполнитель роли Дарта Вейдера в классической трилогии. В Британии он также знаменит тем, что исполнял роль супергероя по имени Человек Кодекса Зелёного Креста. Проуз родом из Бристоля. В юности посещал Бристольскую грамматическую школу.

## Дарт Вейдер
Самая известная роль Проуза — физическое воплощение (без голоса) Дарта Вейдера в оригинальной трилогии «Звёздных войн». Во время съёмок Проуз произносил диалоги своего персонажа, однако впоследствии его голос заменили голосом Джеймса Эрла Джонса. Джордж Лукас считал, что Дарт Вейдер должен обладать «тёмным», глубоким, гремящим голосом, в то время как у Проуза был неприятный, но отнюдь не устрашающий западный акцент, за который на съёмочной площадке его прозвали «Дарт Фермер». Несмотря на это, Проузу пообещали, что его настоящее лицо и голос будут показаны в конце «Возвращения джедая», когда Вейдер станет призраком. Однако и этого не случилось: вместо Проуза в финальной сцене задействовали актёра Себастьяна Шоу. После неудачной сцены дуэли на световых мечах с участием Проуза в первом фильме трилогии также было решено найти дублёра для сцен поединков. Им стал фехтовальщик Боб Андерсон.
Самым неприятным для Проуза был инцидент на съёмках фильма «Империя наносит ответный удар», связанный с главным сюжетным поворотом эпизода — раскрытием тайны отцовства Люка Скайуокера. В первом фильме Оби-Ван Кеноби сообщает Скайуокеру, что его отца предал и убил ученик Кеноби — «молодой джедай по имени Дарт Вейдер». Однако в следующем эпизоде Вейдер лично сообщает Люку, что он сам и является его отцом. По задумке режиссёра Ирвина Кершнера в сценарий была вклеена фальшивая страница, где вместо «я твой отец» Вейдер говорил «Кеноби убил твоего отца». Кроме Кершнера, настоящий сценарий знали только Джордж Лукас, сценарист Лоуренс Кэздан и продюсер Гэри Курц.
За несколько минут до съёмки сцены Кершнер сообщил тайну Марку Хэмиллу, исполнителю роли Люка. Кершнер велел Хэмиллу игнорировать реплики Проуза и «работать в своём ритме, согласуясь с его действиями». Во время съёмок Проуз произносил слова из фальшивого сценария («Кеноби убил твоего отца»), а реплики из настоящего сценария были впоследствии озвучены Джеймсом Эрлом Джонсом. Узнав настоящий сюжет на премьере, Проуз в частном разговоре сказал Кершнеру, что «мог бы сыграть иначе», если бы знал, какими будут реплики на самом деле. Позже Проуз заявлял, что на съёмках V и VI эпизодов, зная, что его голос не будет использован, иногда нарочно переделывал свои реплики так, чтобы они звучали смешнее.
Проуз снова сыграл роль Дарта Вейдера в клипах для видеоигр «Монополия Звёздных войн» и «Звёздные войны: Интерактивная настольная видеоигра».

## Смерть
Би-би-си сообщила о смерти Проуза 29 ноября 2020 года.